# Une vie meilleure
Pour plus de détails, voir Fiche technique et Distribution.
Une vie meilleure est un film français coécrit et réalisé par Cédric Kahn, sorti le 4 janvier 2012.

## Synopsis
Yann Lorant, cuisinier dans une cantine scolaire, rencontre Nadia Gorani, serveuse élevant seule son fils de 9 ans, Slimane. Entre eux, c'est le coup de foudre. Aspirant à une vie meilleure, le jeune couple décide de monter sa propre affaire avec l'ouverture d'un restaurant en bordure d'un lac. Alors que tout se passe pour le mieux, Yann et Nadia se voient finalement refuser l'inauguration du lieu au dernier moment pour avoir fait l'impasse sur des travaux de remise aux normes. Et une mauvaise gestion du montage de leur dossier de financement ne les aidera pas. Pour eux, c'est alors le début d'une longue série de galères où tout se transforme en cauchemar, entre précarité, endettement, crise de couple... Mais en dépit de toutes les difficultés rencontrées, Yann n'est pas près d'abandonner son rêve.

## Fiche technique
- Réalisateur : Cédric Kahn
- Scénario : Cédric Kahn et Catherine Paillé, très librement inspiré du roman Pour une vie plus douce de Philippe Routier (2009)[1].
- Photographie : Pascal Marti
- Musique : Akido
- Photographie : Jérôme Almeras
- Montage : Simon Jacquet
- Son : Olivier Mauvezin, Marie-Claude Gagné, Sylvain Bellemare et Olivier Dô Hùu
- Costumes : Nathalie Raoul
- Société de production : Les Films du Lendemain, en association avec Cinémage 5
- Pays :  France
- Genre : drame
- Durée : 110 min
- Date de sortie : France : 4 janvier 2012

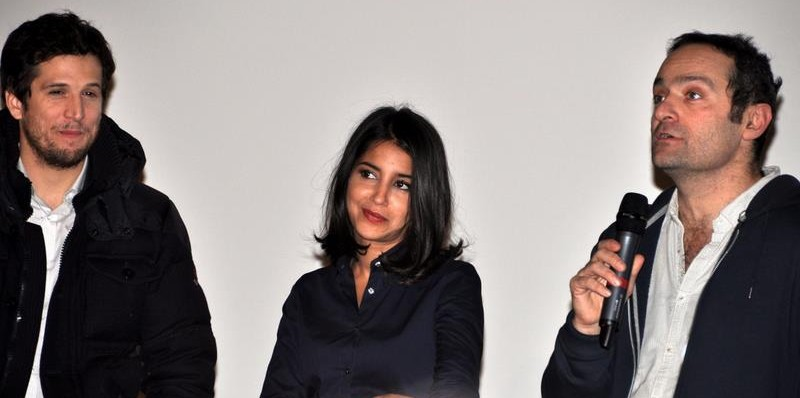
Les acteurs principaux Guillaume Canet et Leïla Bekhti, avec le réalisateur Cédric Kahn à l'avant-première parisienne du film en janvier 2012.

## Distribution
- Guillaume Canet : Yann Lorant
- Leïla Bekhti : Nadia Gorani
- Slimane Khettabi : Slimane, le fils de Nadia, 9 ans
- Abraham Belaga : le « marchand de sommeil »
- Nicolas Abraham : un entrepreneur
- François Favrat : le banquier
- Brigitte Sy : la femme bénévole contre le surendettement
- Fayçal Safi : un acolyte du marchand de sommeil
- Annabelle Lengronne : la voisine de Yann
- Valérie Even : la femme du restaurant en Vendée
- Daria Kapralska : la fille du bar en Vendée
- Yann Andrieu : le copain en Vendée
- Atika Taoualit : l'assistante sociale du collège de Slimane
- Arnaud Ducret : le patron de Nadia

## Distinctions
- 2011 : meilleur acteur au Festival international du film de Rome pour Guillaume Canet